# Jens Rohde
Jens Rohde (Holstebro, 18 april 1970) is een Deens politicus. Sinds 2019 zetelt hij namens Kristendemokraterne in het Folketing, het Deense parlement. Voordien was hij gedurende tien jaar (2009–2019) lid van het Europees Parlement.

## Biografie
Jens Rohde werkte van 1984 tot 1997 als journalist bij Radio Viborg, onder meer als sportcommentator en EU-verslaggever. Tegelijkertijd was hij van 1991 tot 1994 werkzaam bij reclamebureaus in Viborg en Silkeborg. Hij begon zijn eigen adviesbureau (JR Media) en leidde vanaf 1994 de branchevereniging in Viborg. Ook gaf hij medialessen op een middelbare school en schreef hij regelmatig in de kranten van de Berlingske.

### Politiek
Van 1993 tot 2015 was Rohde lid van de liberale partij Venstre. Bij de Deense parlementsverkiezingen van 1998 werd hij voor het eerst verkozen als parlementslid in het Folketing, waar hij namens zijn fractie onder meer fungeerde als woordvoerder voor mediabeleid. In die hoedanigheid pleitte onder meer voor de privatisering van de zender TV 2.
Op 9 januari 2007 verliet hij het parlement om directeur van TV 2 Radio te worden. Deze post behield hij tot 13 november van dat jaar, de dag van de Deense parlementsverkiezingen. Volgens zijn werkgever werd Rohdes politieke neutraliteit door incidenten tijdens de verkiezingscampagne in twijfel getrokken.
In 2009 nam Rohde deel aan de Europese parlementsverkiezingen, waarbij hij verkozen werd in het Europees Parlement. Hij maakte er deel uit van de fractie van ALDE. Bij de Europese verkiezingen van 2014 werd hij herkozen voor een tweede termijn.
Uit onvrede met het strenge asielbeleid dat Venstre voerde onder toenmalig premier Lars Løkke Rasmussen, besloot Rohde zijn partij op 19 december 2015 te verlaten. Het was niet voor het eerst dat hij het oneens was met de partijlijn; jaren eerder stemde hij bijvoorbeeld voor een wet die lesbische of alleenstaande vrouwen het recht gaf op kunstmatige inseminatie, terwijl zijn eigen fractie hier in meerderheid tegen was.
Na zijn vertrek bij Venstre stapte Rohde over naar de sociaalliberale partij Radikale Venstre. Namens die partij deed hij in 2019 mee aan de Deense nationale verkiezingen en keerde hij na ruim twaalf jaar terug in het Folketing. In 2021 wisselde Rohde nogmaals van partij en sloot hij zich aan bij Kristendemokraterne (Christendemocraten). Deze partij had bij opeenvolgende verkiezingen geen zetel meer veroverd, maar werd door de komst van Rohde (die zijn zetel behield) weer vertegenwoordigd in het parlement. Rohde verklaarde opnieuw lid te zijn geworden van de Deense Volkskerk. In 2005 had hij die kerk verlaten, nadat honderden predikanten het asielbeleid van de toenmalige liberaal-conservatieve regering hadden bekritiseerd in de kerstviering.